# Грицюк, Владилен Григорьевич
Владиле́н Григо́рьевич Грицю́к (9 марта 1933, Томашполь, Винницкая область — 11 августа 2004, Киев) — советский украинский оперный певец (бас); Народный артист Украинской ССР (1978).

## Биография
С 1955 года — солист Львовского театра оперы и балета, в 1957—1973, 1976—1993 годы — Украинского театра оперы и балета. В 1959 окончил Киевскую консерваторию (класс Д. Г. Евтушенко).
В 1963 году вступил в КПСС.
С 1980 года преподавал в Киевском педагогическом институте имени М. П. Драгоманова; доцент. Жил в Киеве.
Умер в Киеве; похоронен на Байковом кладбище.

### Семья
Сыновья:
- Григорий (1955—2000), оперный певец, баритон[3];
- Андрей[источник не указан 1950 дней].

## Творчество
Выступал также как концертный певец с произведениями Дж. Россини, Ш. Гуно, А. Даргомыжского, Н. В. Лысенко, С. С. Гулака-Артемовского и украинскими народными песнями; гастролировал за рубежом (Канада, Великобритания, США, Испания, Польша, Румыния, Болгария, Франция, Италия).
оперные партии
- Иван Хованский («Хованщина» М. П. Мусоргского)
- Варлаам («Борис Годунов» М. П. Мусоргского)
- Иван Сусанин («Иван Сусанин» М. И. Глинки)
- Орлик («Мазепа» П. И. Чайковского)
- Кончак («Князь Игорь» А. П. Бородина)
- Малюта Скуратов («Царская невеста» Н. А. Римского-Корсакова)
- Тарас («Тарас Бульба» Н. В. Лысенко)
- Выборный («Наталка Полтавка» Н. В. Лысенко)
- Захар Беркут; Бурунда («Золотой обруч» Б. М. Лятошинского)
- Иван Карась («Запорожец за Дунаем» С. С. Гулака-Артемовского)
- Кобза («Гибель эскадры» В. С. Губаренко)
- Дон Базилио («Севильский цирюльник» Дж. Россини)
- Мефистофель («Фауст» Ш. Гуно)
- Рамфис («Аида» Дж. Верди)
- Великий инквизитор («Дон Карлос» Дж. Верди)
- Монтероне («Риголетто» Дж. Верди)

фильмография
Исполнил вокальные партии и роли в фильмах «Наталка Полтавка» (1978), «Искупление» (1986, фильм-спектакль по опере «Наймичка» М. И. Вериковского), «Запорожец за Дунаем» (1986; телефильм по опере С. С. Гулака-Артемовского — Иван Карась).
дискография
- В. С. Губаренко «Гибель эскадры» — Мелодия, 1969 (Д 025399-400, Д 025401-402)[5]

## Награды и признание
- Лауреат (2-е место) VI Всемирного фестиваля молодёжи и студентов (Москва, 1957)[1].
- Народный артист Украинской ССР (1978)[2].